# Rybnik (district)
Rybnik (powiat rybnicki) (uitspraak: [ˈpɔviat rɨbˈnitski], ong. poviat ribnietskie) is een Pools district (powiat) in de woiwodschap Silezië. Het district heeft een oppervlakte van 224,63 km² en telt 77.150 inwoners (2014).

## Gemeenten
Het district bestaat feitelijk uit drie delen die niet aan elkaar grenzen. Tussen deze drie delen ligt de stad Rybnik, waarnaar het district vernoemd is maar die er zelf als stad met districtsrecht niet toe behoort. Het district is onderverdeeld in vijf gemeenten (gminy), waarvan vier landgemeenten en een stads- en landgemeente.
Stads- en landgemeente:
- Czerwionka-Leszczyny

Landgemeenten:
- Gaszowice
- Jejkowice
- Lyski
- Świerklany

Stadsdistricten:
Bielsko-Biała ·
Bytom ·
Dąbrowa Górnicza ·
Gliwice ·
Jaworzno ·
Katowice ·
Jastrzębie Zdrój ·
Chorzów ·
Mysłowice ·
Piekary ·
Ruda Śląska ·
Rybnik ·
Siemianowice ·
Sosnowiec ·
Świętochłowice ·
Częstochowa ·
Tychy ·
Zabrze ·
Żory

Districten:
Będzin ·
Bielsko-Biała ·
Bieruń-Lędziny ·
Cieszyn ·
Częstochowa ·
Gliwice ·
Kłobuck ·
Lubliniec ·
Mikołów ·
Myszków ·
Pszczyna ·
Racibórz ·
Rybnik ·
Tarnowskie Góry ·
Wodzisław ·
Zawiercie ·
Żywiec